# Krasnaja Gorbatka
Krasnaja Gorbatka (ros. Красная Горбатка) – osiedle typu miejskiego w Rosji, w obwodzie włodzimierskim, ośrodek administracyjny rejonu sieliwanowskiego. W 2021 liczyło 7998 mieszkańców.